# Dinamarca en los Juegos Olímpicos de París 1900
Dinamarca estuvo representada en los Juegos Olímpicos de París 1900 por un total de 13 deportistas que compitieron en 5 deportes.

## Medallistas
El equipo olímpico danés obtuvo las siguientes medallas:
| Nombre               | Deporte   | Competición                        |
| -------------------- | --------- | ---------------------------------- |
| Oro                  |           |                                    |
| Lars Madsen          | Tiro      | Rifle militar de pie M             |
| Plata                |           |                                    |
| Anders Peter Nielsen | Tiro      | Rifle militar de rodillas M        |
| Anders Peter Nielsen | Tiro      | Rifle militar tendido M            |
| Anders Peter Nielsen | Tiro      | Rifle militar en tres posiciones M |
| Bronce               |           |                                    |
| Ernst Schultz        | Atletismo | 400 m M                            |
| Peder Lykkeberg      | Natación  | 200 m espalda M                    |